# Julio César Enciso
Julio César Enciso Ferreira (Capiatá, Paraguay, 5 de agosto de 1974) es un exfutbolista y asistente técnico paraguayo. Jugaba como mediocampista. Actualmente es asistente técnico del entrenador Francisco Arce en el Club Guaraní de la Primera División de Paraguay.
En 2002 ganó la Copa Libertadores con Olimpia siendo el capitán del equipo. Asimismo, Enciso formó parte de la selección de fútbol de Paraguay que ganó la medalla de plata en los Juegos Olímpicos de Atenas 2004.
En 2014, formó parte del cuerpo técnico del Club Sportivo San Lorenzo en la categoría intermedia (segunda división) del fútbol paraguayo con el cual obtiene el ascenso a la Primera y el título de campeón de la división Intermedia.

## Selección nacional
Fue integrante de la selección de fútbol de Paraguay que disputó la Copa Mundial de Fútbol de 1998.

### Goles en la selección
| Resultados | Resultados | Resultados | Resultados | Lugar     | Estadio                     | Fecha               | Tipo                             | Gol(es) |
| ---------- | ---------- | ---------- | ---------- | --------- | --------------------------- | ------------------- | -------------------------------- | ------- |
| Paraguay   | 1          | 0          | Chile      | La Serena | Estadio La Portada          | 19 de junio de 1995 | Amistoso Copa Centenario         | 1 gol   |
| Paraguay   | 2          | 0          | Venezuela  | Mérida    | Estadio Guillermo Soto Rosa | 12 de enero de 1997 | Eliminatorias Sudamericanas 1998 | 1 gol   |

Para un total de 2 goles.

## Clubes

### Como jugador
| Club               | País     | Año       |
| ------------------ | -------- | --------- |
| Cerro Porteño      | Paraguay | 1993-1996 |
| SC Internacional   | Brasil   | 1996-2001 |
| Olimpia            | Paraguay | 2001-2005 |
| Club 12 de Octubre | Paraguay | 2006-2010 |

### Como asistente técnico
| Club                      | País     | Año       |
| ------------------------- | -------- | --------- |
| Club Sportivo San Lorenzo | Paraguay | 2014-2015 |

## Palmarés

### Como jugador

#### Títulos regionales
| Título            | Club             | Estado             | Año  |
| ----------------- | ---------------- | ------------------ | ---- |
| Campeonato Gaúcho | SC Internacional | Río Grande del Sur | 1997 |

#### Títulos nacionales
| Título           | Club          | País     | Año  |
| ---------------- | ------------- | -------- | ---- |
| Primera División | Cerro Porteño | Paraguay | 1994 |

#### Títulos internacionales
| Título              | Club (*)              | Sede        | Año  |
| ------------------- | --------------------- | ----------- | ---- |
| Copa Libertadores   | Olimpia               | São Paulo   | 2002 |
| Recopa Sudamericana | Olimpia               | Los Ángeles | 2003 |
| Juegos Olímpicos    | Selección de Paraguay | Atenas      | 2004 |

(*) Incluyendo la selección.

### Como asistente técnico

#### Títulos nacionales
| Título              | Club                 | País     | Año  |
| ------------------- | -------------------- | -------- | ---- |
| División Intermedia | Sportivo San Lorenzo | Paraguay | 2014 |